# Dmitri Sergejewitsch Schepel
Dmitri Sergejewitsch Schepel (russisch Дмитрий Сергеевич Шепель, wiss. Transliteration Dmitrij Sergeevič Šepel'; * 8. August 1978 in Sankt Petersburg) ist ein ehemaliger russischer Eisschnellläufer.

## Werdegang
Schepel nahm nach Platz 23 im Kleinen-Vierkampf bei den Juniorenweltmeisterschaften 1996 in Calgary, in der Saison 1996/97 in Heerenveen erstmals am Eisschnelllauf-Weltcup teil, wobei er jeweils in der B-Gruppe den 16. Platz über 5000 m sowie den sechsten Platz über 1500 m errang. Bei den Juniorenweltmeisterschaften 1997 in Butte kam er auf den 15. Platz im Kleinen-Vierkampf und bei der Mehrkampfeuropameisterschaft 1997 in Heerenveen auf den siebten Rang im Großen-Vierkampf. In der Saison 1997/98 gewann er bei de Juniorenweltmeisterschaften 1998 in Roseville die Goldmedaille im Kleinen-Vierkampf und belegte bei den Olympischen Winterspielen 1998 in Nagano den 27. Platz über 1000 m sowie den 14. Rang über 1500 m. In der folgenden Saison lief er bei den Einzelstreckenweltmeisterschaften 1999 in Heerenveen auf den 23. Platz über 5000 m sowie auf den 20. Rang über 1500 m und gewann dort bei der Mehrkampfeuropameisterschaft 1999 die Bronzemedaille im Großen-Vierkampf. In den folgenden Jahren errang er bei der Mehrkampfeuropameisterschaft 2000 in Hamar den 15. Platz im Großen-Vierkampf und bei der Mehrkampfweltmeisterschaft 2001 in Budapest den siebten Platz im Großen-Vierkampf. Zudem wurde er bei der Mehrkampfeuropameisterschaft 2001 in Baselga di Piné Europameister im Großen-Vierkampf. In der Saison 2001/02 holte er bei der Mehrkampfeuropameisterschaft 2002 in Erfurt die Bronzemedaille im Großen-Vierkampf und bei der Mehrkampfweltmeisterschaft 2002 in Heerenveen die Silbermedaille im Großen-Vierkampf. Beim Saisonhöhepunkt, den Olympischen Winterspielen 2002 in Salt Lake City, wurde er Elfter über 1500 m, Sechster über 10000 m und Vierter über 5000 m.
In der Saison 2002/03 erreichte Schepel mit dem neunten Platz in der Weltcupwertung über 5000/10000 m und mit dem siebten Rang in der Weltcupwertung über 1500 m seine besten Gesamtplatzierungen. Dabei kam er sechsmal unter den ersten Zehn und errang mit dem vierten Platz über 5000 m sein bestes Ergebnis im Weltcup. Außerdem lief er bei der Mehrkampfweltmeisterschaft 2003 in Göteborg auf den siebten Platz und bei der Mehrkampfeuropameisterschaft 2003 in Heerenveen auf den vierten Rang im Großen-Vierkampf. Bei den Olympischen Winterspielen 2006 in Turin belegte er den 21. Platz über 1500 m und den fünften Rang in der Teamverfolgung. Seine letzten Rennen im Weltcup absolvierte er im November 2006 in Berlin, welche er auf dem neunten Platz in der Teamverfolgung und in der B-Gruppe auf dem 17. Platz über 500 m beendete.
Schepel wurde dreimal russischer Meister im Großen-Vierkampf (1997, 1999, 2003) und einmal in der Teamverfolgung (2006).

## Erfolge

### Olympische Spiele
- 1998 Nagano: 14. Platz 1500 m, 27. Platz 1000 m
- 2002 Salt Lake City: 4. Platz 5000 m, 6. Platz 10000 m, 11. Platz 1500 m
- 2006 Turin: 5. Platz Teamverfolgung, 21. Platz 1500 m

### Einzelstrecken-Weltmeisterschaften
- 1999 Heerenveen: 20. Platz 1500 m, 23. Platz 5000 m

### Mehrkampf-Weltmeisterschaften
- 2001 Budapest: 7. Platz Großer Vierkampf
- 2002 Heerenveen: 2. Platz Großer Vierkampf
- 2003 Göteborg: 7. Platz Großer Vierkampf

### Europameisterschaften
- 1997 Heerenveen: 7. Platz Großer Vierkampf
- 1999 Heerenveen: 3. Platz Großer Vierkampf
- 2000 Hamar: 15. Platz Großer Vierkampf
- 2001 Baselga di Piné: 1. Platz Großer Vierkampf
- 2002 Erfurt: 3. Platz Großer Vierkampf
- 2003 Heerenveen: 4. Platz Großer Vierkampf
- 2006 Hamar: 16. Platz Großer Vierkampf

## Persönliche Bestzeiten
| Disziplin | Zeit         | Datum            | Ort            |
| --------- | ------------ | ---------------- | -------------- |
| 500 m     | 36,13 s      | 26. Januar 2002  | Calgary        |
| 1000 m    | 1:13,31 min  | 12. Februar 1998 | Nagano         |
| 1500 m    | 1:45,98 min  | 9. Februar 2002  | Salt Lake City |
| 3000 m    | 3:47,36 min  | 12. August 2005  | Calgary        |
| 5000 m    | 6:21,85 min  | 9. Februar 2002  | Salt Lake City |
| 10000 m   | 13:23,83 min | 9. Februar 2002  | Salt Lake City |